# Teodor Shkodrani
Teodor Shkodrani vagy Teodor Skutarioti (12–13. század) albán egyházi személy. Nevéhez fűződik a legkorábbi albán nyelvemlék, egy a saját kézirata végére beírt albán nyelvű mondat.
A kézirat szerzőjének életéről keveset tudni, vélhetően egyházi személy volt, és különböző feltételezések szerint Shkodrában, esetleg Konstantinápolyban vagy Raguzában élt.
A Vatikáni Titkos Levéltárban kutató albán tudós, Musa Ahmeti 1998-ban fedezte fel a 13. századi, 208 oldalas, latin nyelvű miniatúrát, amely három részre oszlik, voltaképpen három különböző művet tartalmaz. Az első 97 oldalon teológiai traktátum, 49 oldalon filozófiai értekezés olvasható, az utolsó 62 oldalon pedig az ismert világ történetének áttekintése található i. sz. 154-től 1209 decemberéig. A kézirat legutolsó oldalán található a szerző albán nyelvű (geg dialektusú) bejegyzése, amelynek jelentősége az albanológiára nézvést messzire mutat: mintegy kétszázötven évvel korábban íródott az addig ismert legrégibb albán nyelvemléknél, Pal Engjëlli 1462-es keresztelőformulájánál. A szövegrész valódisága és eredetisége fölött hosszas viták zajlottak, de 2005-re az albán tudósok jelentős része elfogadta a Shkodrani-féle bejegyzés hitelességét.
Szövege a következő: